# 哈萨克斯坦爱国者党
哈萨克斯坦爱国者党（羅馬化：Qazaqstan patriottary partiasy, QPP），哈萨克斯坦共和国曾经的一个政党，成立于2000年7月1日，2015年9月5日并入阿吾勒人民民主爱国党。
2015年9月5日，阿吾勒党第11届非例行代表大会在阿斯塔纳举行，大会通过了哈萨克斯坦爱国者党关于两党合并的提议，重组为阿吾勒人民爱国民主党。根据阿吾勒党主席阿里·别克泰耶夫表示，两党合并的决定将促进他们的工作，更有效地解决他们支持者的问题，保护各级政府的普通哈萨克斯坦人的利益，并更有效地响应公民的需求。阿里·别克泰耶夫被选举为新党的党主席，而原爱国者党主席托林别克·加布迪拉希莫夫则成为阿吾勒党的第一副主席。

## 参选马吉利斯成绩
| 选举             | 得票数量 | 得票率% | 获得议席数量 | 得票率排名 | 结果       | 信息来源     |
| ---------------- | -------- | ------- | ------------ | ---------- | ---------- | ------------ |
| 2004年下议院选举 | 26,287   | 0.6%    | 0 / 77       | ▲ 第9名    | 未获得议席 | [ 來源請求 ] |
| 2007年下议院选举 | 46,436   | 0.75%   | 0 / 98       | ▲ 第6名    | 未获得议席 | [ 4 ]        |